# Erdei ujjaskosbor
Az erdei ujjaskosbor (Dactylorhiza fuchsii) a kosborfélék családjába tartozó, Eurázsiában honos, erdőkben, hegyi réteken élő, Magyarországon védett növényfaj.

## Megjelenése
Az erdei ujjaskosbor 38–50 cm magas, lágyszárú, évelő növény. Ikergumói a talajban találhatók. Szárán 6-9 sűrűn foltos levelet fejleszt. Az alsó levelek alakja tojásdad vagy tojásdad-lándzsás, csúcsuk legömbölyített, a végük felé a legszélesebbek, hosszuk 7–20 cm, szélességük 1,5-3,9 cm. A felsőbb levelek lándzsásak, 1,2-2,4 cm szélesek; a legfelsőbb 1-3 pedig kicsi, murvalevélszerű. A virágzat murvalevelei zöld színűek, hosszuk 0,7-2,2 cm, szélességük 0,2-0,4 cm.
Májustól júniusig virágzik. Virágzata tömött, hengeres vagy kúpos, 6–12 cm hosszú fürt, amelyet 30-35 bíborlila, rózsaszín vagy akár fehér virág alkot. A külső lepellevelek (szirmok) közül a külsők elállók, hosszuk 7–11 mm, szélességük 3-4,2 mm. A középső külső lepellevél, valamint a belső lepellevelek sisakká borulnak össze. A mézajak hossza 7–9 mm, szélessége 9–13 mm, mélyen háromkaréjú, a középső lebeny ék alakú és többnyire hosszabb az oldalsóknál; sötétrózsaszín vagy lila, vonalakból és foltokból álló mintázat díszíti. A sarkantyú hossza 6,1-7,8 mm, vastagsága 1,5-2,2 mm.
Termése 10–13 mm hosszú, 4–5 mm vastag toktermés, benne átlagosan 4200 (410-10300) apró maggal.

### Hasonló fajok
A foltos ujjaskosbor, a széleslevelű ujjaskosbor és a hússzínű ujjaskosbor hasonlít hozzá.

## Alfajai
- Dactylorhiza fuchsii subsp. carpatica (Batoušek & Kreutz) Kreutz – Szlovákia
- Dactylorhiza fuchsii subsp. fuchsii (Írországtól Szibériáig előfordul)
- Dactylorhiza fuchsii subsp. hebridensis (Wilmott) Soó – Brit-szigetek
- Dactylorhiza fuchsii subsp. okellyi (Druce) Soó – Brit-szigetek
- Dactylorhiza fuchsii subsp. psychrophila (Schltr.) Holub – Közép- és Észak-Európától Nyugat-Szibériáig
- Dactylorhiza fuchsii subsp. sooiana (Borsos) Borsos – Szlovákia, Magyarország; nálunk ez a fehér virágú, bíborlila mintázatú változat a leggyakoribb.

## Elterjedése
Eurázsiai faj. Európának atlanti, középső, északi és keleti feléről ismert; Ázsiában Szibériában és Mongóliában honos. 2500 méteres magasságig is hatol. Magyarországon inkább a magasabb hegyvidékek növénye (állományainak 53%-a itt található), míg az alacsonyabb hegyvidékre 31%, a dombvidékre 13% jut. Leggyakoribb az Északi-középhegységben; ezenkívül a Zalai-dombságon, a Bakonyban, az Őrségben, a Szigetközben, Kőszeg és Sopron környékén vannak szórványos előfordulásai. A Mecsekből kipusztult. 

## Életmódja
Bükkösökben, gyertyános- és cseres-tölgyesekben, hegyi és lápréteken, gesztenyésekben él, de előfordul üde talajú, árnyékos-félárnyékos pionír termőhelyeken (gyümölcsösök, árokszélek, útbevágások) is. A talaj kémhatását illetően nem különösebben válogatós, élőhelyein a talaj pH-ját 5,8-7,5 közöttinek (átlagosan 6,55) mérték.
A csírázás után 6-15 évvel virágoznak először (régebbi megfigyelések szerint 8 év is eltelhet a csírázás után az első zöld hajtás fejlesztéséig). Élettartama 35-35 év. A virágzást a hajtás nagysága (leveleinek összterülete) befolyásolja: a tízleveles nagy hajtások biztosan virágoznak, a hatlevesek esetében egyforma az esélye a virághozásnak és a vegetatív állapotnak, míg a négylevelesek nem rendelkeznek elég tápanyaggal a virágok fejlesztéséhez.
Hajtásai márciusban bukkannak elő és júliusra érik el maximális méretüket. Május közepétől június végégig virágzik, középnapja június 11. Megporzásáról rovarok, többek között méhek, cincérek (pl. foltos virágcincér, székfű-álcincér) gondoskodnak. A megtermékenyülés hatékonysága 35-82%-os. Szükség esetén önmegporzás is előfordulhat. A termések július-augusztusra érnek be. Nemzetségének számos tagjával, illetve a Gymnadenia, Nigritella és Pseudorchis nemzetségekkel is hibridizálódhat; Magyarországon eddig csak a hússzínű ujjaskosborral alkotott hibridjét figyelték meg.

## Természetvédelmi helyzete
Az erdei ujjaskosbor nagy területen elterjedt, populáció viszonylag stabilak. A Természetvédelmi Világszövetség Vörös listáján "nem fenyegetett" státusszal szerepel. Magyarországon eddig összesen 67, 1990 óta 39 állományát mérték fel, visszaszorulása 42%-os. Teljes egyedszámát néhány ezres nagyságrendűre becslik. 1982 óta védett, természetvédelmi értéke 10 000 Ft.

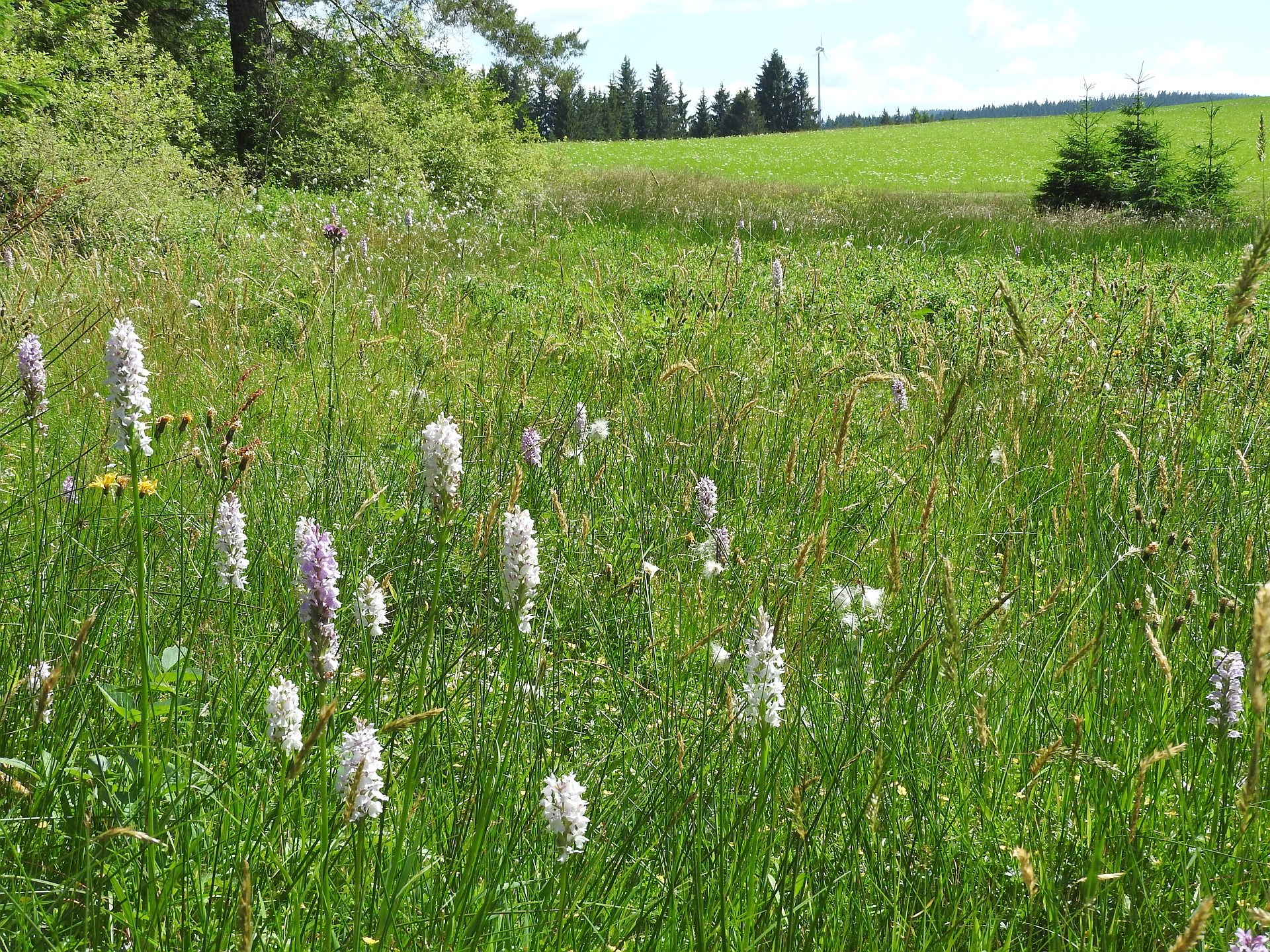
Élőhelyén
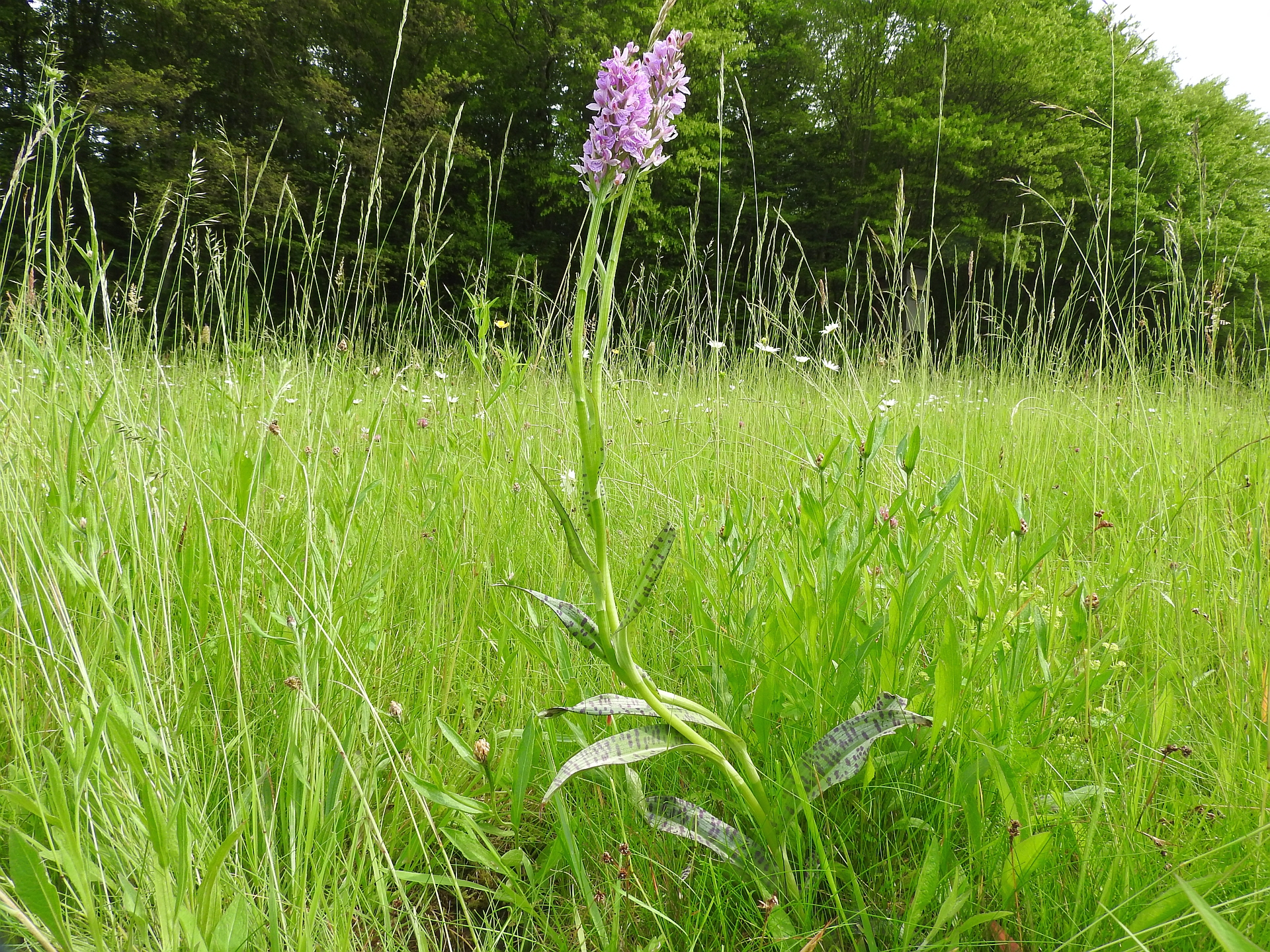
Habitusa
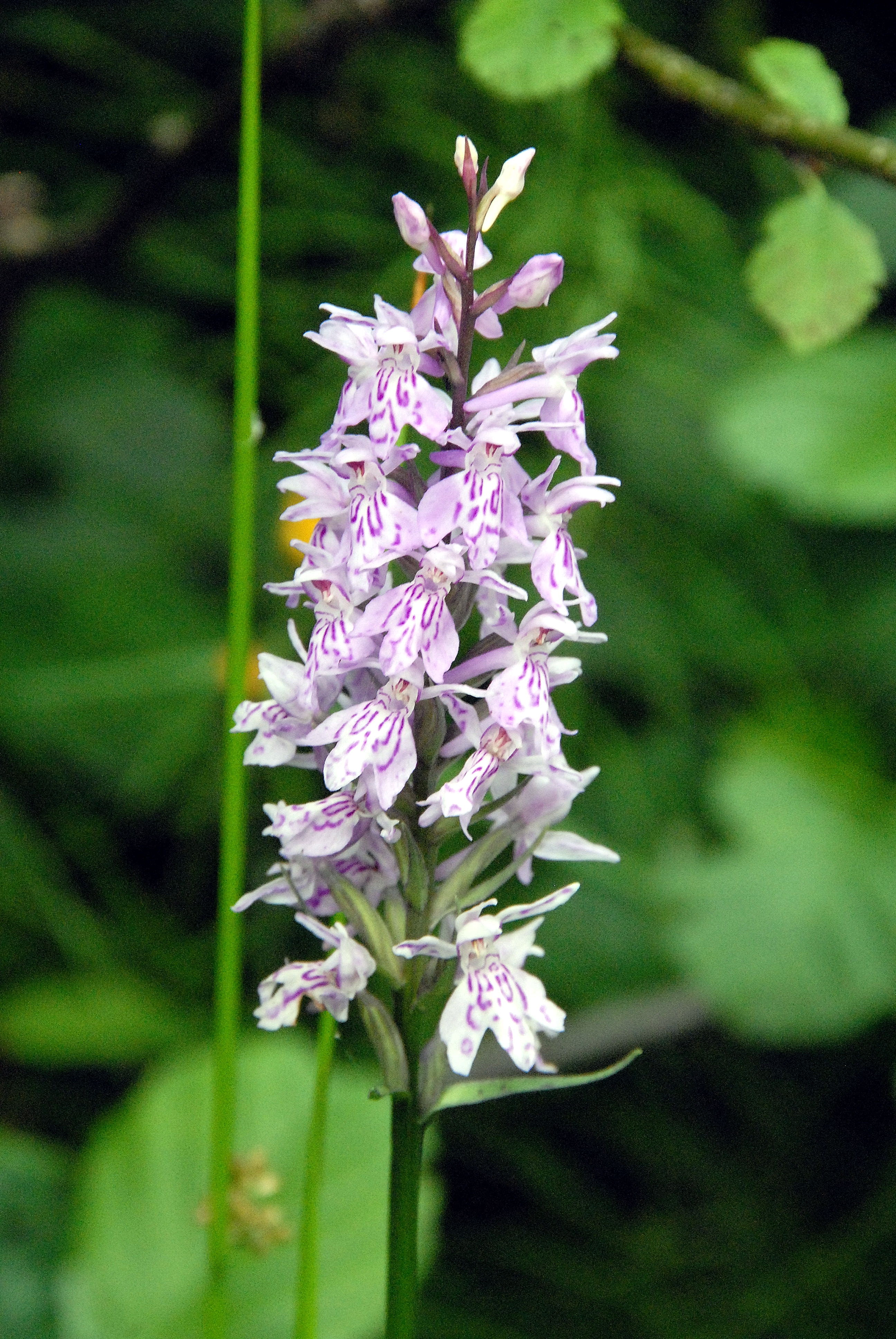
Virágzata
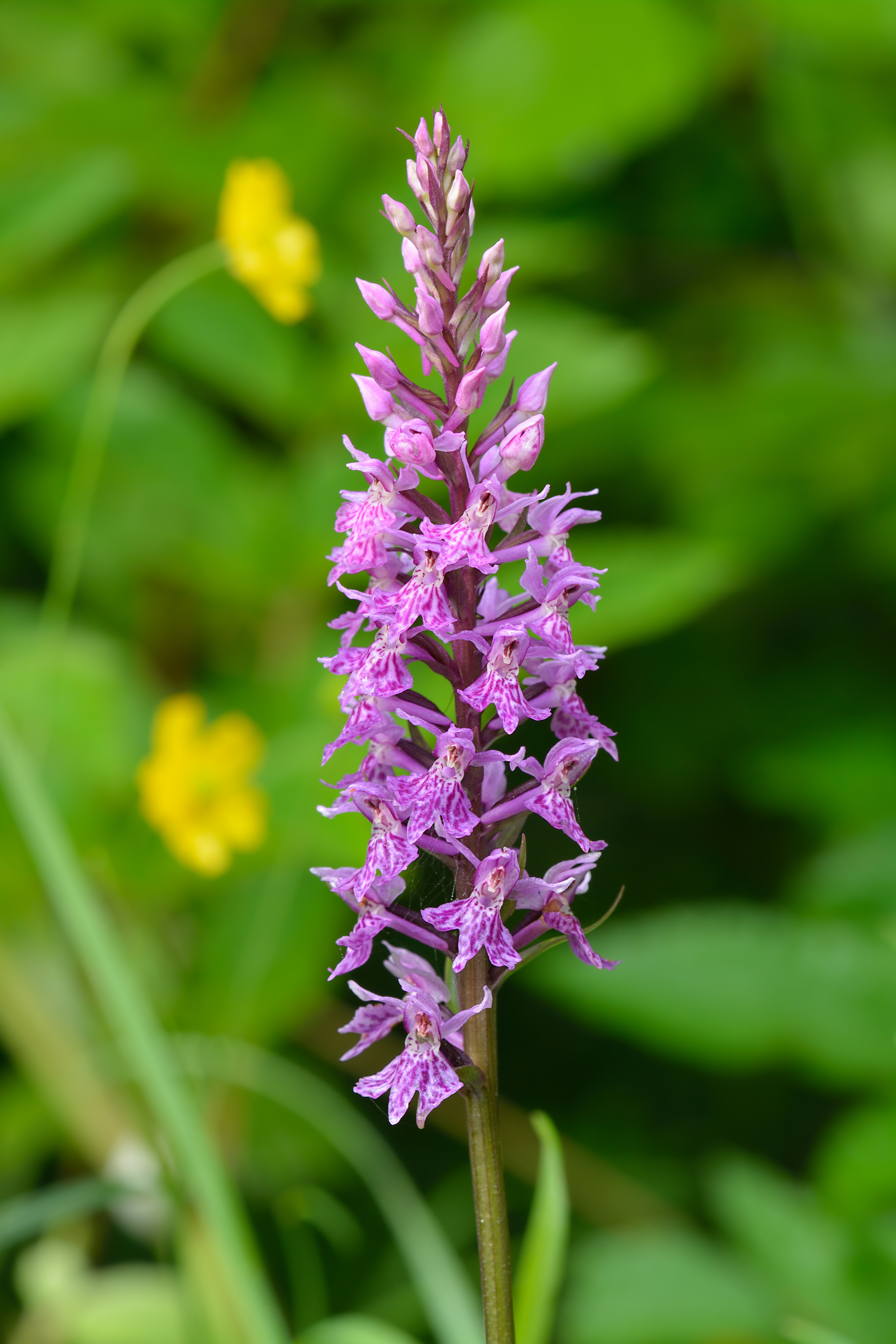
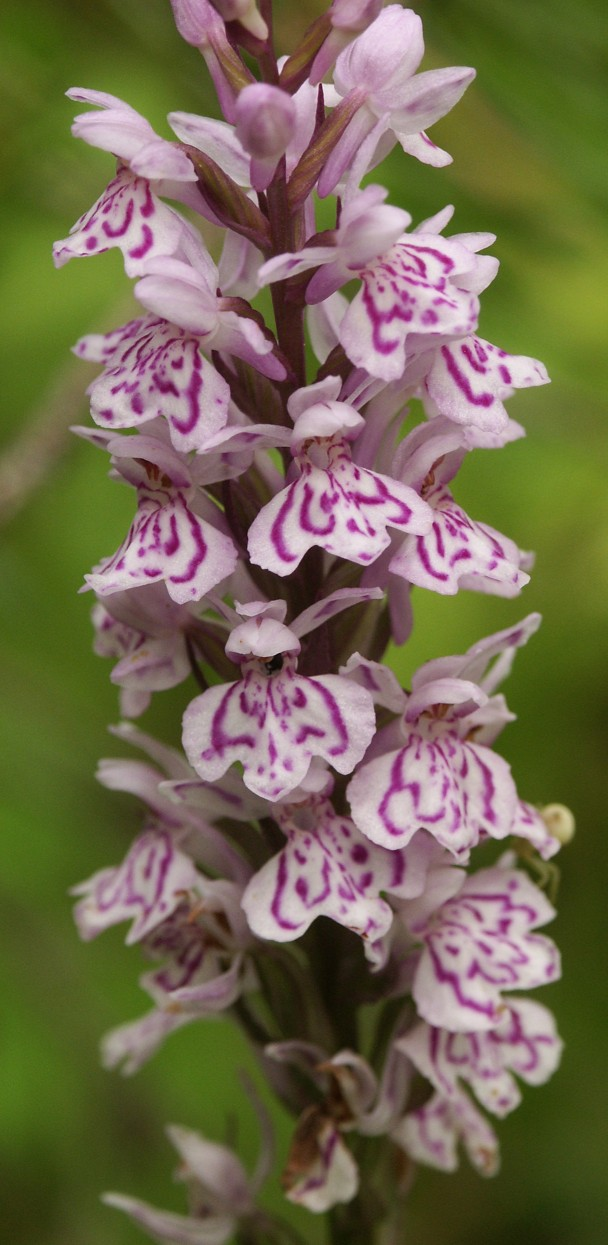
Virága
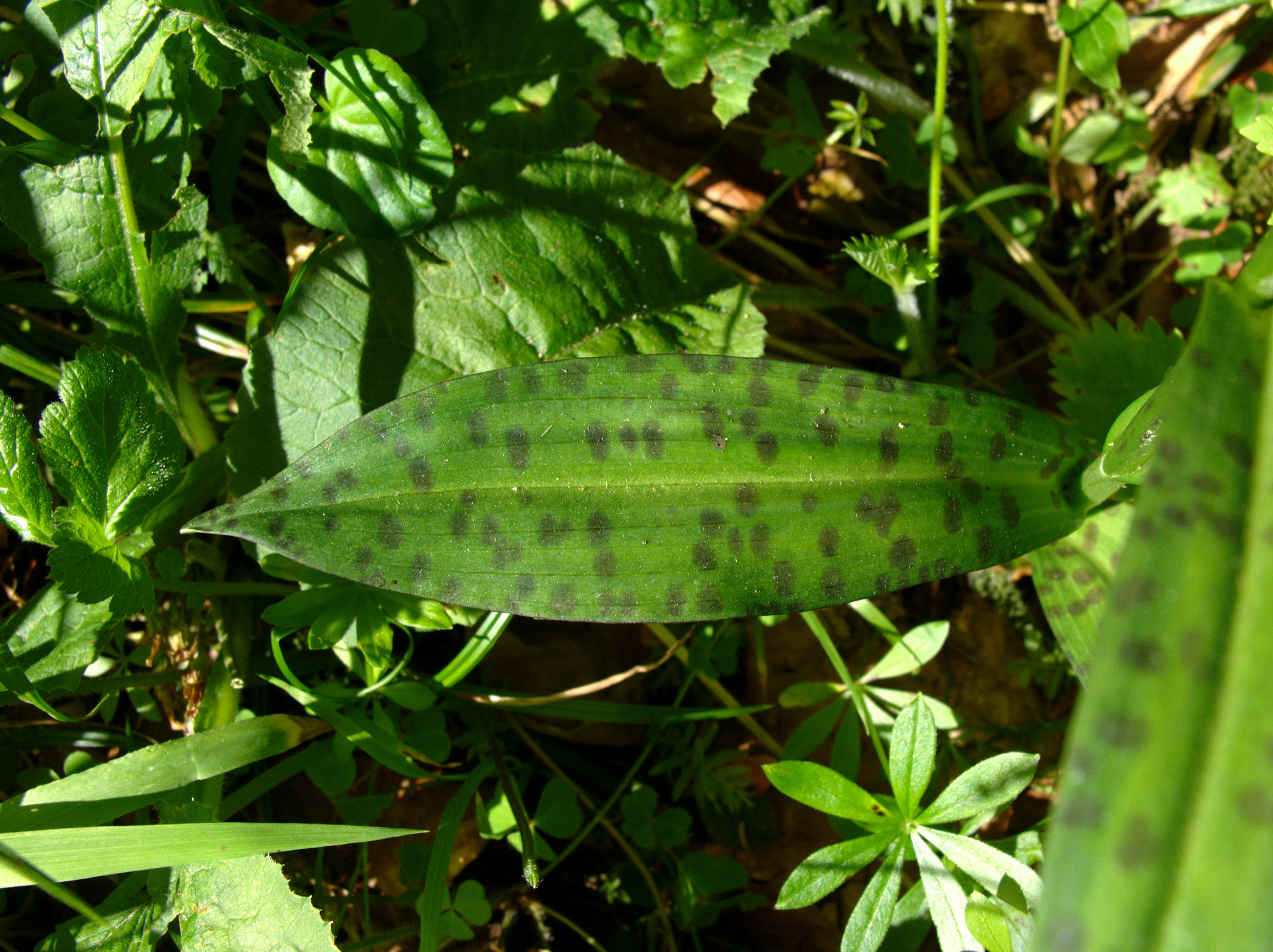
Levele